# SPEEDSTER
《SPEEDSTER》是GENERATIONS的第3張原創專輯。於2016年3月2日發行。唱片公司為rhythm zone。

## 概要
- 與上一張原創專輯《GENERATIONS EX》相距約1年零1個月。
- 收錄第8張單曲《Evergreen》至第11張單曲《AGEHA》4首A面曲和4首B面曲。
- 新曲《Rainy Room》為此專輯的主打曲目。
- 新曲《TRANSFORM》為樂敦製藥「OXY」的電視廣告歌曲，亦是BOURBON《Fettuccine 蘇打味軟糖》的電視廣告歌曲。
- 本作分「初回限定盤（CD+3Blue-rays）」、「初回限定盤（CD+3DVDs）」、「通常盤（CD+2Blue-rays）」、「通常盤（CD+2DVDs）」和「CD盤」5種版本
- 「初回限定盤」收錄了《Evergreen》、《Hard Knock Days》、《PAGES》、《ALL FOR YOU》、《AGEHA》和新曲《Rainy Room》6首歌曲的Music Video，並收錄GENERATIONS單獨演唱會「GENERATIONS WORLD TOUR 2015 "GENERATION EX"」東京中野太陽廣場公演的全曲影像及GENERATIONS 2015年國內外活動的記錄片（Documentary Movie）
- 在3月14日於公信榜專輯週排行榜取得第1位，繼《GENERATIONS》和《GENERATIONS EX》後，連續三張專輯於排行榜取得第1位。

## 收錄內容

### CD
1. AGEHA
（作詞：P.O.S.、作曲：SKY BEATZ・CHRIS HOPE・MARIA MARCUS）
11th單曲、日本電視台「スッキリ!!」2016年1月份片尾曲
2. Rainy Room
（作詞：小竹正人、作曲：FAST LANE, ERIK LIDBOM）
3. ALL FOR YOU
（作詞：P.O.S.、作曲：SKY BEATZ・FAST LANE・J FAITH・CHRIS HOPE）
10th單曲、電影《Girls Step》的主題曲。
4. LOADSTAR
（作詞：TAKANORI (LL BROTHERS)・ALLY、作曲：T-SK・SIRIUS・BRANDNEWJIQ・BIG-F）
11th單曲、「G's RINK」主題曲、Samantha Thavasa「Fashion Show編」電視廣告歌曲
《AGEHA》B面曲
5. Gimme!
（作詞：MIHIRO、作曲：COMMAND FREAKS, SHIKATA BASIM）
6. Tell Me Why
（作詞：P.O.S.、作曲：SKY BEATZ・TOBIAS STENKJAER）
8th單曲
《Evergreen》B面曲
7. Evergreen
（作詞：Amon Hayashi for Digz, Inc. Group、作曲：KENTZ・FAST LANE・CHRIS HOPE・J FAITH）
8th單曲、BOURBON《Fettuccine 可樂味軟糖》電視廣告歌曲
8. TRANSFORM
（作詞：Amon Hayashi (Digz inc.)、作曲：SKY BEATZ, SHIKATA, CHRIS HOPE）
樂敦製藥「OXY」電視廣告歌曲、BOURBON《Fettuccine 蘇打味軟糖》電視廣告歌曲
9. Hard Knock Days
（作詞：藤林聖子、作曲：HIKARI・Stephan Elfgren）
9th單曲、富士電視台動畫「ONE PIECE」（海賊王）主題曲、Moist Diane《Extra Shine》電視廣告歌曲
10. I Believe In Miracles
（作詞・作曲：Mark Capanni・ボビー・テイラー、編曲：福田貴史）
10th單曲
《ALL FOR YOU》B面曲
11. ...for you
（作詞：數原龍友、作曲：KENTZ, SHIKATA, BASIM）
12. PAGES
（作詞：Kenn Kato、作曲：FAST LANE・MAXX SONG・Andrew Choi）
9th單曲、外國電視劇「THE FLASH」電視廣告歌曲
《Hard Knock Days》B面曲

### DVD（Disc 1）
Music Video
1. Evergreen （Music Clip）
2. Hard Knock Days （Music Clip）
3. PAGES （Music Clip）
4. ALL FOR YOU （Music Clip）
5. AGEHA （Music Clip）
6. Rainy Room （Music Clip）

### DVD（Disc 2）
Live Video -GENERATIONS WORLD TOUR 2015 "GENERATION EX" 中野太陽廣場公演-
1. OPENING
2. Sing it Loud
3. HOT SHOT
4. BURNING UP -GENERATIONS Version-
5. HIGHER
6. I Remember
7. Love You More
8. 花
9. 單戀
10. STORY
11. PERFORMER'S SHOWCASE "GENERATE"
12. ANIMAL
13. REVOLVER
14. Hard Knock Days
15. to the STAGE
16. Go On
17. Make It Real
18. GENERATION
19. Always with you
20. BRAVE IT OUT
21. NEVER LET YOU GO
22. Evergreen
23. ALL FOR YOU
24. 總有一天在放晴的天空下

### DVD（Disc 3）
Document Video
1. GENERATIONS Document Movie 2015